# Il piccolo diseredato
Il piccolo diseredato (Ugly Duckling) è un film del 1939 diretto da Jack Cutting. È l'ultimo cortometraggio d'animazione della serie Sinfonie allegre (benché il titolo della serie non vi appaia), distribuito negli Stati Uniti dalla RKO Radio Pictures il 7 aprile 1939. Basato sulla fiaba Il brutto anatroccolo di Hans Christian Andersen (già adattata con più libertà nella stessa serie con L'anitroccolo eroico del 1931), il film vinse l'Oscar al miglior cortometraggio d'animazione ai premi Oscar 1940. È noto anche col titolo Il brutto anatroccolo, mentre in inglese fu pubblicizzato col titolo The Ugly Duckling.

## Trama
In un nido di anatre, sotto gli occhi dei genitori, nascono degli anatroccoli; un uovo, più grosso degli altri, si schiude in ritardo e ne esce un piccolo diverso dagli altri nell'aspetto e nel verso. Il maschio, credendo di essere stato tradito, litiga con la compagna andandosene, mentre la femmina se ne va con i suoi piccoli, abbandonando il brutto anatroccolo. Quest'ultimo tenta di unirsi a loro, ma viene cacciato via in malo modo. Non capendo il perché dell'azione l'anatroccolo si specchia nell'acqua, scoprendosi diverso dai suoi fratelli. 
In lacrime, l'anatroccolo parte alla ricerca di una nuova famiglia. Prima tenta di unirsi a una nidiata di uccellini, poi cerca di farsi adottare da un'anatra di legno. Entrambi i tentativi falliscono, e così l'anatroccolo ritorna nello stagno, scoppiando a piangere. Proprio in quel momento arrivano degli anatroccoli uguali a lui che lo invitano ad unirsi a loro. Poco dopo giunge anche la loro mamma, un cigno che adotta il piccolo come suo figlio. Finalmente felice, il piccolo cigno segue la sua nuova famiglia, voltando le spalle a quella vecchia che lo aveva rifiutato.

## Distribuzione

### Data di uscita
Le date di uscita internazionali sono state:
- 7 aprile 1939 negli Stati Uniti
- 8 dicembre in Svezia
- 20 agosto 1951 in Italia
- 24 novembre 1962 in Danimarca

### Edizioni home video

#### VHS
America del Nord
- Disney's Best of 1931-1948 (1983)

Italia
- I capolavori di Walt Disney - 9 Oscars (maggio 1986)[3][4]
- Le fiabe volume 2: Il brutto anatroccolo e altre storie (maggio 2002)

#### DVD
Il cortometraggio fu distribuito in DVD-Video come Easter egg nella prima edizione di T come Tigro... e tutti gli amici di Winnie the Pooh, uscita il 22 agosto 2000 in America del Nord e il 12 febbraio 2002 in Italia; il corto è visibile al termine del primo quiz a risposta multipla, poi mantenuto anche nell'edizione DVD successiva. Il corto è presente anche nel secondo disco della raccolta Silly Symphonies, facente parte della collana Walt Disney Treasures e uscita in America del Nord il 4 dicembre 2001 e in Italia il 21 aprile 2004. In Italia fu inserito anche nel DVD Il brutto anatroccolo e altre storie, uscito il 3 settembre 2003 come secondo volume della collana Le fiabe, mentre in America del Nord fu incluso anche nel secondo volume della collana Timeless Tales (uscito il 16 agosto 2005) e nel DVD The Wind in the Willows (uscito il 19 maggio 2009 come quinto volume della collana Walt Disney Animation Collection).

## Altri media
Il cartone animato fu adattato in tre storie a fumetti. La prima, scritta da Merrill De Maris e disegnata da Al Taliaferro, fu pubblicata in quattro tavole domenicali dal 26 marzo al 16 aprile 1939; la versione italiana fu pubblicata sempre nel 1939 col titolo Il brutto anatroccolo. La seconda, dagli autori sconosciuti, fu pubblicata il 5 giugno 1951 nel secondo numero di Vacation Parade. La terza, disegnata da Al Hubbard, fu pubblicata il 20 dicembre 1956 su Silly Symphonies n. 7.